# Les Naufragés (film, 1944)
Pour les articles homonymes, voir Les Naufragés (homonymie).
Pour plus de détails, voir Fiche technique et Distribution.
Les Naufragés (titre original : Lifeboat), est un film américain réalisé par Alfred Hitchcock, sorti en 1944.

## Synopsis
Neuf personnes se retrouvent sur un canot de sauvetage après le torpillage de leur paquebot par un sous-marin allemand dans l'océan Atlantique nord. 
Issus de milieux sociaux différents, ils font l'expérience d'une survie en communauté. Après le sauvetage d'un naufragé, les tensions apparaissent.

## Fiche technique
- Titre français : Les Naufragés[1],[2] ou Canot de sauvetage[1] ou Lifeboat[3]
- Titre original : Lifeboat
- Réalisateur : Alfred Hitchcock
- Scénaristes : John Steinbeck, Jo Swerling et Ben Hecht
- Directeur de la photographie : Glen MacWilliams
- Décors : Thomas Little, Frank E Hughes
- Direction artistique : James Basevi et Maurice Ransford
- Costumes : René Hubert
- Maquillage : Guy Pearce
- Effets spéciaux : Fred Sersen
- Conseiller technique : Thomas Fitzsimmons (National Maritime Union)
- Son : Bernard Freericks, Roger Heman
- Musique : Hugo Friedhofer
- Direction musicale : Emil Newman
- Montage : Dorothy Spencer
- Production : Kenneth Macgowan et William Goetz
- Société de production et de distribution : 20th Century Fox
- Pays d'origine :  États-Unis
- Format : noir et blanc - 1.33 (4/3)
- Genre : suspense
- Durée : 96 minutes
- Dates de sortie :
  - États-Unis : 12 janvier 1944 (première à New York) ; 28 janvier 1944 (sortie nationale)
  - France : 1er juin 1956[1]

## Distribution
- Tallulah Bankhead : Constance « Connie » Porter
- John Hodiak : John Kovac
- Walter Slezak : Willy, l'allemand
- Hume Cronyn : Stanley « Sparks » Garrett
- Mary Anderson : Alice MacKenzie
- William Bendix : Gus Smith
- Henry Hull : Charles D. « Ritt » Rittenhouse
- Canada Lee : George « Joe » Spencer
- Heather Angel : Mme Higgins, la mère du bébé

## Autour du film
- La réalisation des Naufragés s'inscrit dans un contexte très particulier. Hitchcock qui s'est enfin épanoui en tant que réalisateur américain après les succès publics de Cinquième Colonne et critique de L'Ombre d'un doute (une de ses plus grandes satisfactions personnelles) se voit confier la réalisation d'un film de commande, un film de propagande. Sa contribution à l'effort de guerre. Le réalisateur n'avait pas attendu les requêtes de la commission de la marine américaine pour aborder cette actualité (le conflit mondial et la montée du nazisme) dans son cinéma (Correspondant 17, Cinquième Colonne). Mais si la Cinquième Colonne s'évertuait à sensibiliser et alerter le citoyen américain sur la prolifération des fascisme et nazisme rampant, il gardait ses distances avec une forme trop exacerbée de patriotisme aveugle. La direction imposée pour ce projet (les attaques de convois par les sous-marins allemands en Atlantique nord) n'appelle pas cette fois-ci à un traitement équivoque. La ligne est claire. L'ennemi n'est plus une ombre.
- En définitive, Hitchcock accouche d'un film qui n'est en rien impersonnel et présente une certaine complexité, contrairement aux principes d'efficacité auxquels se conforme habituellement la propagande. Il n'est pas certain que le réalisateur ait totalement mesuré à quel point l'emploi de quelques contrepieds (dont il a toujours été gourmand) « nuisent » fort heureusement à la lisibilité du message.
- L'objectif de Steinbeck, qui s'était vu confier l'écriture du premier traitement, était de lancer un appel à l'unité nationale, réponse nécessaire face au caractère indivisible des forces ennemies. Le sujet de fond sur les attaques de convois est de fait dès le premier traitement totalement devenu annexe. Il s'agit de conduire les États-Unis, nation incarnée dans sa diversité par neuf représentants clairement typés, vers l'unité qui doit faire sa force.
- Sur cette base, qui est celle d'un drame psychologique et nullement celle d'un film d'action, Hitchcock impose immédiatement sa marque, celle d'un réalisateur définitivement très porté sur la forme et le dispositif. Sur le constat que le traitement d'un film psychologique s'illustre tout particulièrement par l'emploi répété de gros plans, Hitchcock prend l'option de ne jamais quitter le canot, transformant le film en un huis clos à ciel ouvert. De fait le réalisateur expurge le film de pratiquement tous les points de vue attendus (comme celui par exemple de traduire l'isolement du canot dans ce vaste océan par des plans larges). La règle édictée : la caméra ne quitte pas le bateau. Point de vue valable aussi pour le traitement de la tempête (un des éléments dramatiques dynamiques incontournables). Les limitations techniques qui pesaient sur le cinéma de l'époque conduisaient presque immanquablement les réalisateurs à illustrer de telle scènes par un premier rôle en plan moyen, fermement accroché à un élément du pont et recevant, sans se départir de sa dignité, quelques seaux d'eau dans le visage. Mais Hitchcock, affranchi qu'il était de l'emploi de trucages optiques et de maquettes, aurait pu s'il en avait eu l'intention, relever ce défi.
- Ce parti pris dans la forme valut au réalisateur un premier accueil critique très favorable, critique qui se ravisa brusquement, gangrenée par le doute. Car le traitement de ces neuf individualités, et plus que tout autre celle du nazi, prend quelques libertés intolérables dans le contexte de l'époque. Le film met en effet en scène un nazi érudit, cultivé, qui s'avère, de l'avis concerté de neuf citoyens américains (on est « malheureusement » en démocratie et l'appui des éléments les plus « éclairés » lui accorde le bénéfice du doute), être le plus à même de ramener cette petite humanité à la dérive à bon port. De surcroît, il est incarné par un acteur (Walter Slezak) qui lui prête parfois sa bonhomie.
- Pour finir le film ouvre deux lectures possibles bien divergentes sur un point pourtant primordial d'un point de vue éthique. Car si le nazi est indiscutablement coupable de duperie à l'égard du groupe (la leçon qu'il ne faut aucunement donner sa confiance à l'ennemi doit donc être retenue), ainsi que d'un crime, ces actes peuvent être imputés aux principes d'efficacité et de sens du sacrifice, principes qui si l'on s'en tient à quelques préjugés bien installés, caractériseraient de manière positive le peuple allemand. Dès lors la question peut se poser de savoir si ce nazi n'est pas le seul à voir que l'intérêt de tous converge malheureusement avec le sien (à savoir que seules les positions allemandes peuvent être rejointes). Et que fort de cette conviction éclairée, mesurant l'incapacité de ses « compagnons » d'infortune à intégrer une telle proposition, il se trouve contraint d'agir comme il le fait avec une efficacité plus que discutable. Cette version proposée au spectateur par la bouche d'un nazi manipulateur et sans états d'âme (il s'avère finalement être le commandant du sous-marin qui, à l'horreur « admise » de la guerre, a rajouté celle de tirer sur les canots de sauvetage) n'est pas vérifiable. Mais le seul fait qu'elle soit proposée soulève la question. Il est certain que cette possible interprétation n'a même pas effleuré le studio. Les critiques ont en revanche violemment rejeté cette caractérisation impropre du nazi. John Steinbeck exigea (en vain) que son nom soit retiré du générique pour les mêmes raisons. Les intentions du réalisateur ne sont pas claires, mais il transparaît assurément dans ses choix qu'il voulait ne pas s'enfermer dans une lecture stricte et acceptée par avance de tous de cette histoire.
- Comme presque toujours dans le travail du réalisateur, la caractérisation de l'ensemble des protagonistes est très soignée. Les personnages sont certes très typés, mais le trait est acceptable car il revient à ce petit groupe d'incarner l'Amérique dans sa grande diversité. Tallulah Bankhead qui fait ici un retour remarqué sur le grand écran, incarne un personnage haut en couleur, typiquement hitchcockien. Walter Slezak par sa prestation honore le principe cher au réalisateur qui veut que la réussite d'un film repose fortement sur celle du traitement du méchant. L'ami Hume Cronyn apporte à son personnage l'effacement, la droiture et la simplicité qui font l'américain « moyen ».
- L'ironie est très présente dans les dialogues. Les rapports de classes, sujet bien hitchcockien, sont mis en avant avec mordant. Le « représentant » de la minorité noire s'autorise à ironiser lorsqu'on lui propose, comme si c'était naturel, de prêter sa voix pour un vote démocratique. Ce même personnage se tient finalement à l'écart, et ce n'est sûrement pas un hasard, lorsque ses compagnons s'adonnent au lynchage. Le traitement de la scène est d'ailleurs équivoque, car le réalisateur place sa caméra, qui il est vrai ne doit pas quitter le bateau, en recul, représentant ce dérèglement de violence comme l'œuvre d'une meute au comportement primaire et animal. Attribut de classe ostentatoire des plus discutables, le futile bracelet de diamants se voit finalement offert par Hitchcock, comme un ultime pied de nez, l'occasion de se racheter en sauvant cet échantillon d'humanité à la dérive. Occasion du reste manquée.
- Alors même que le pilonnage des canots de sauvetage par le sous-marin allemand était mis en avant pour traduire la barbarie qui anime les forces ennemies, un inoffensif canot allemand subit le même sort dès les premiers tirs alliés.
- Ben Hecht (encore une fois non crédité) travaille avec Hitchcock à la finalisation du script qui passera entre plusieurs mains. Si les qualités du traitement initial de John Steinbeck n'ont jamais été remises en cause par le réalisateur, il manquait selon lui cruellement de cette dynamique dramatique propre à maintenir l'intérêt du spectateur.
- Dans sa conception le film est singulier sur deux points. Dans sa pré-production le film a été presque entièrement scénarimagé, fait très rare à l'époque. Plus rare encore, profitant du décor unique, Hitchcock l'a tourné strictement séquentiellement.
- Caméo : un temps envisagée, la traditionnelle apparition du réalisateur sous la forme de sa dépouille flottant entre deux eaux, ne fut finalement pas retenue (pour les implications physiques qui en découlaient). Humour typiquement anglais qui flirtait dans le contexte avec le mauvais goût. Finalement, le réalisateur - qui suivait alors un régime très strict - apparaît deux fois en 0h25 en photo sur un journal pour la publicité d'un produit amaigrissant (avant/après) alors que le dialogue évoque la restriction de nourriture sur le canot. La réussite est d'ailleurs tellement saisissante (plus de 40 kg perdus) que Hitchcock reçut de nombreuses demandes de fans qui cherchaient un régime miracle ![4].

## Distinctions
Tallulah Bankhead remporta le New York Film Critics Circle Award de la meilleure actrice en 1944.
Respectivement nommés pour la photographie, la réalisation et le scénario original, Glen MacWilliams, Alfred Hitchcock et John Steinbeck repartent bredouilles des Oscars en 1945.